# Nasa ferox
Nasa ferox là một loài thực vật thuộc họ Loasaceae. Đây là loài đặc hữu của Ecuador. Môi trường sống tự nhiên của chúng là vùng núi ẩm nhiệt đới hoặc cận nhiệt đới.